# 1265
1265 (MCCLXV) a fost un an obișnuit al calendarului iulian.

## Evenimente
- 20 ianuarie: Prima întrunire a Parlamentului englez, la Westminster.
- 1 februarie: Regele Iacob I al Aragonului cucerește de la mauri orașul Murcia.
- 18 iunie: Tratat economic între Imperiul bizantin și Veneția; negustorii venețieni obțin largi privilegii comerciale, înlocuindu-i pe cei genovezi; tratatul nu a fost însă ratificat de către dogele Veneției.
- 30 august: Prima atestare documentară a localității Hunedoara.

### Nedatate
- mai-iunie: Carol de Anjou, sosit la Roma, este numit de către papa Clement al IV-lea rege al Neapolelui și al Siciliei, în defavoarea lui Manfred de Hohenstaufen, fiul bastard al lui Frederic al II-lea.
- Insula Man trece sub dominația scoțiană.
- Kublai-han reia războiul cu Imperiul Song.
- Kublai-han trimite o delegație în Japonia.
- Mamelucii din Egipt cuceresc de la cruciați orașele Haifa, Arsuf și Caesarea Maritima.
- Porțiunea veche a orașului Cairo este distrusă de un incendiu.
- Raid al mongolilor, conduși de Nogai-han, în zona Traciei; severă înfrângere administrată împăratului bizantin Mihail al VIII-lea Paleologul.
- Regele Alfonso al X-lea al Castiliei cucerește orașul Alicante din mâna maurilor, în cadrul Reconquistei.
- România. Prima mențiune documentară a orașului Hunedoara
- Selgiucizii cuceresc orașul bizantin Sinope.

## Arte, științe, literatură și filozofie
- Este scris Book of Aneirin, manuscris galez de poezie.
- Începe producerea berii Budvar (Budweiser), în Boemia.
- Toma de Aquino scrie Summa Theologica.

## Nașteri
- 29 mai: Dante Alighieri, poet, prozator și filosof italian, gânditor politic florentin, cel mai mare scriitor european din Evul Mediu (d. 1321)
- Alfons al III-lea, viitor rege al Aragonului (d. 1291)
- Andrei al III-lea, viitor rege al Ungariei (d. 1301)
- Karl von Trier, Mare Maestru al Ordinului Teutonic  (d. 1324)
- Notburga din Eden, sfântă austriacă (d. 1313)
- Pellegrino Laziosi, sfânt din Italia (d. 1345)

## Decese
- 8 februarie: Hulagu-han, 51 ani, conducător mongol (n. 1217)
- 3 decembrie: Odofredo Denari, jurist italian (n. ?)

- Al-Abhari, matematician și filosof persan (n. 1200)

## Înscăunări
- 5 februarie: Clement al IV-lea (n. Gui Faucoi le Gros), papă al Romei (1265-1268).